# O Vento Lá Fora
O Vento Lá Fora (estilizado como (o vento lá fora)) é um filme documentário brasileiro de 2014 dirigido por Marcio Debellian que apresenta um retrato do poeta Fernando Pessoa a partir de leitura de poemas realizada pela professora Cleonice Berardinelli e pela cantora Maria Bethânia. A leitura, apresentada ao público uma única vez, na FLIP 2013, foi filmada em estúdio com a presença de uma platéia de convidados. O roteiro do filme se constrói a partir do registro dos ensaios para a leitura, de conversas sobre a obra do poeta e pesquisa de manuscritos, cartas e imagens raras.

## Recepção
O filme estreou no Festival do Rio de 2014 e recebeu boas críticas da mídia especializada. Eleonora de Lucena, da Folha de S.Paulo, classificou o filme como "bom", destacando o "ambiente de intimidade com a poesia". Luiz Zanin Oricchio, do Estadão, ressalta que o filme é "por um lado, uma aula cheia de frescor, que passa conhecimentos com a despreocupação de não fazê-lo. Mas, muito mais do que isso, é sensibilização do espectador para a poesia, para a concretude da poesia quando dita, ouvida e meditada"
. Por fim, o músico e escritor José Miguel Wisnik, em artigo no jornal O Globo, também exalta o ritmo do filme, pontuando que este "vai conjugando de maneira sutil e comovente o devir em Pessoa (o tempo, a lembrança, o perpétuo ser outro) com a visão das faces que vão soprando o tempo e o vento, a infância e a maturidade, o fulgor de vida dessas duas divas." O filme foi lançado em CD e DVD pela Biscoito Fino, contendo a íntegra da leitura dos poemas.[carece de fontes?]